# 下永谷駅
下永谷駅（しもながやえき）は、神奈川県横浜市港南区日限山一丁目にある、横浜市営地下鉄ブルーライン（1号線）の駅である。駅番号はB08。

## 概要

駅構内に設置されたレリーフ
H. Takeo「ひまわり」（1985年）

港南区の西端に位置し、大規模な住宅地と自然を残す丘陵地の境の谷戸にある。
プラットフォーム部分は箱型、線路部分はアーチ構造とする特殊な断面になっているため、プラットフォーム上にアーチ構造を支える柱があるのが特徴である。

## 歴史
- 1985年（昭和60年）3月14日 - 開業。
- 2002年（平成14年）3月29日 - エレベーター3基、車椅子対応トイレの増設などの工事が完成[3]。
- 2007年（平成19年）8月4日 - ホームドアの使用を開始。
- 2012年（平成24年）5月1日 - docomo Wi-Fiによる、公衆無線LANサービス開始。
- 2022年（令和4年）4月5日 - 駅事務所に泥酔客が侵入して定期券を発行する機械などを破壊。被害額約800万円[4]。

### 駅名の由来
駅所在地の旧地名「下永谷町」から採られた。
開業の数年前に、日限山が京急ニュータウンとして開発され人口が急増したため、「日限山駅」案を推す声が浮上したものの、最終的に横浜市は当初案の「下永谷駅」に決定した。

## 駅構造
相対式ホーム2面2線を有する地下駅。
地上1階地下3階建ての構造で、地上1階に駅の出入口、地下1階に改札口とコンコース、地下3階にホームがある。地上1階の駅出入口と地下1階の改札口との間、および地下1階と地下3階のホームとの間をエレベーターが結んでおり、車いすやベビーカーなどでも駅入り口からホームまで移動できる。地上の出入口には階段とエレベーターの2つの連絡口があり、また駅出入口の敷地内にはほかに避難階段と換気塔が設けられている。

### のりば
| 番線 | 路線         | 行先         |
| ---- | ------------ | ------------ |
| 1    | ブルーライン | 湘南台方面   |
| 2    | ブルーライン | あざみ野方面 |

- 上表の路線名は旅客案内上の名称（愛称）で記載している。

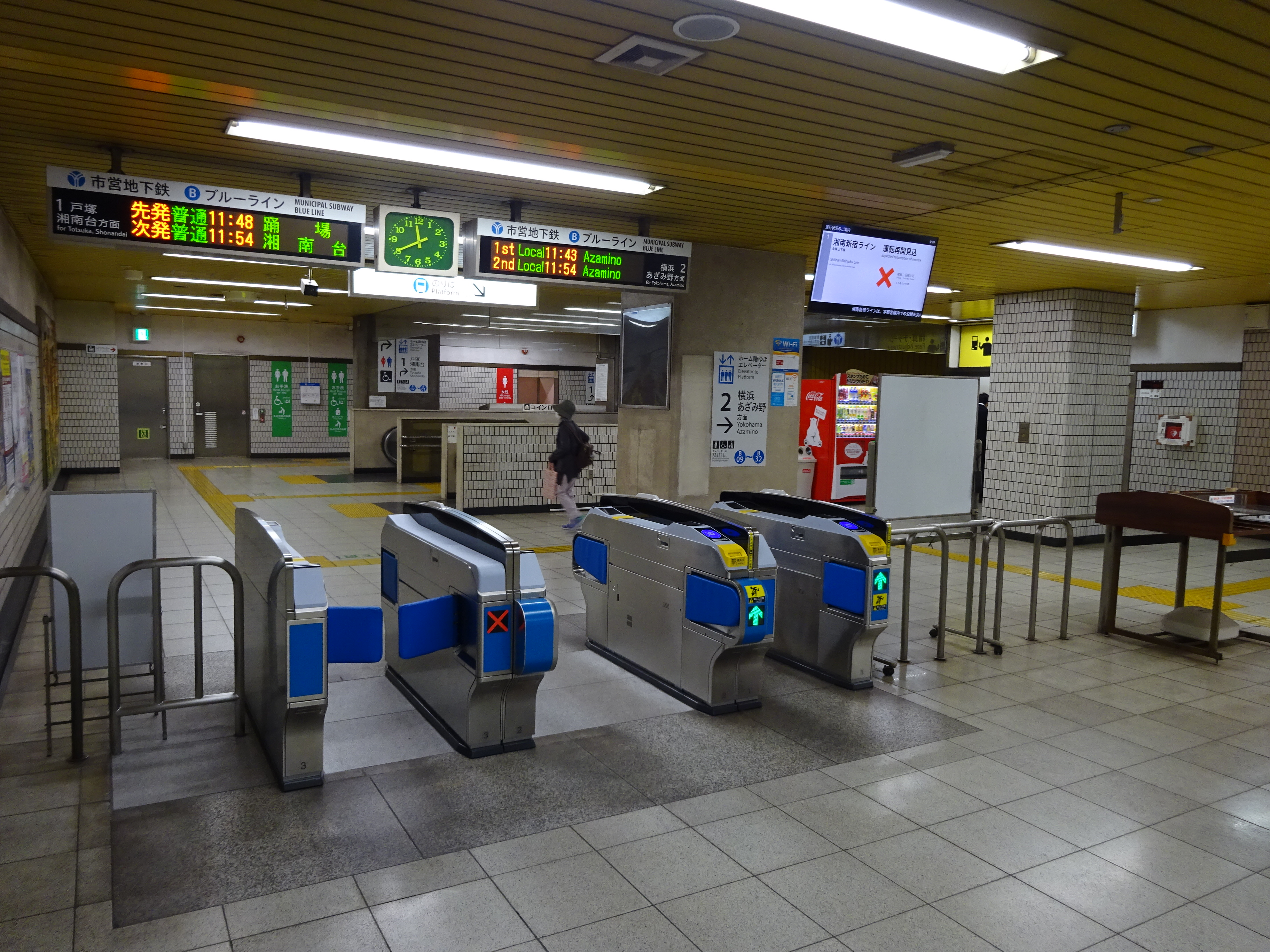
改札口（2019年4月）
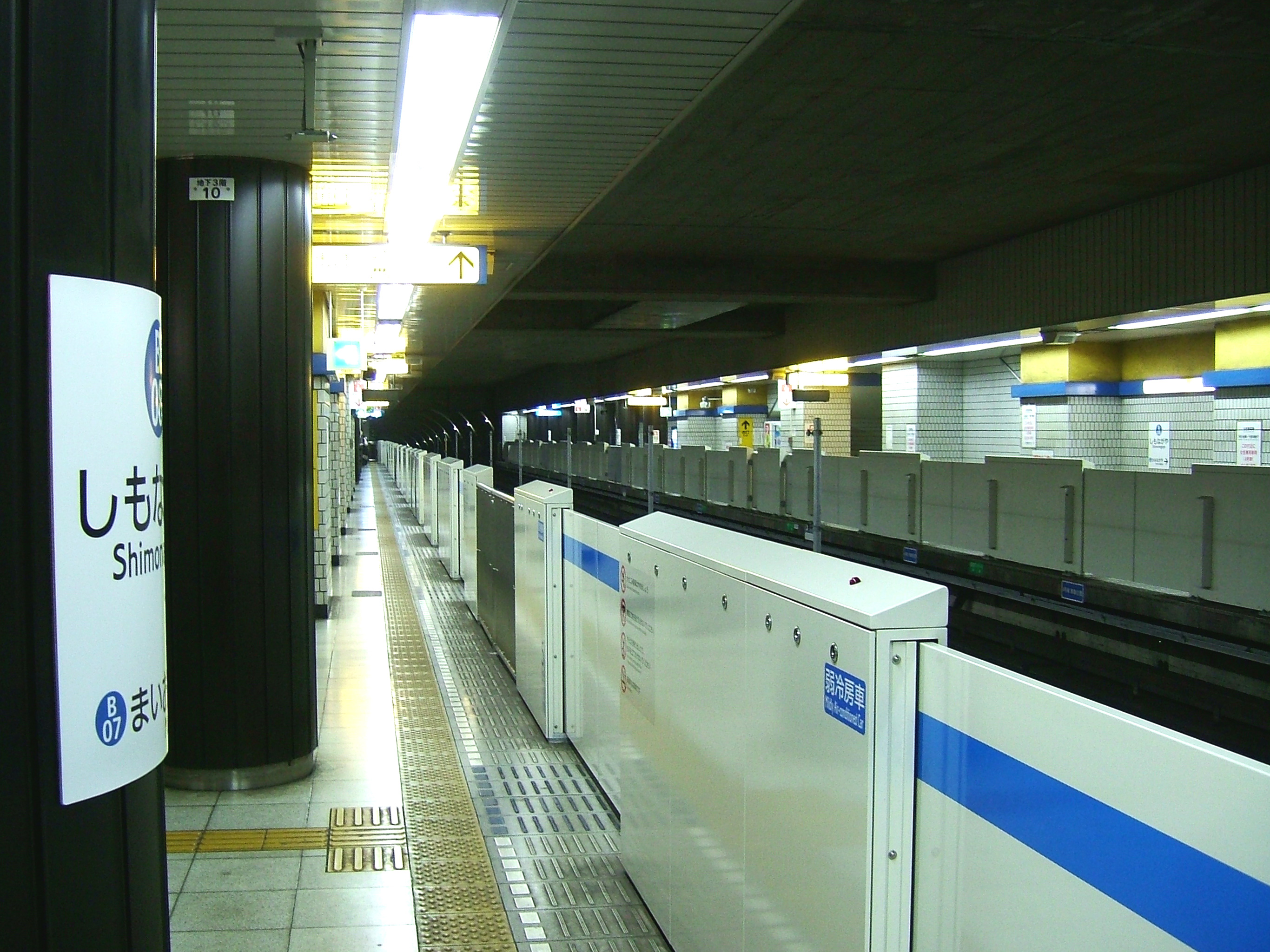
ホーム（2008年3月）

## 利用状況

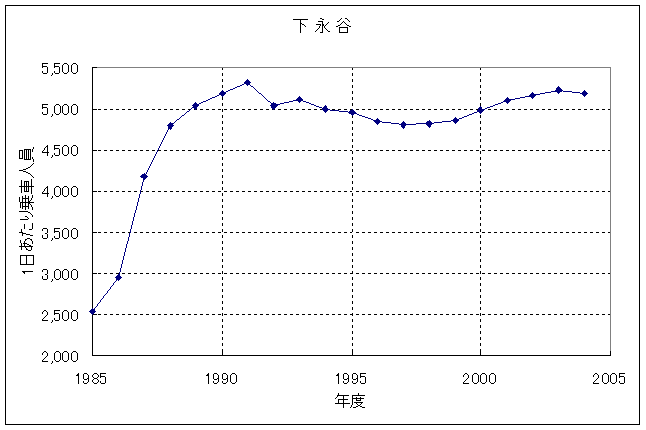
1日あたり乗車人員の推移

2022年（令和4年）度の1日平均乗降人員は10,384人（乗車人員：5,215人、降車人員：5,169人）である。
近年の1日平均乗降・乗車人員推移は下記の通り。
| 年度               | 1日平均 乗降人員 | 1日平均 乗車人員 | 出典       |
| ------------------ | ---------------- | ---------------- | ---------- |
| 1984年（昭和59年） |                  | 3,500            |            |
| 1985年（昭和60年） |                  | 2,543            |            |
| 1986年（昭和61年） |                  | 2,946            |            |
| 1987年（昭和62年） |                  | 4,185            |            |
| 1988年（昭和63年） |                  | 4,801            |            |
| 1989年（平成元年） |                  | 5,040            |            |
| 1990年（平成02年） |                  | 5,193            |            |
| 1991年（平成03年） |                  | 5,321            |            |
| 1992年（平成04年） |                  | 5,034            |            |
| 1993年（平成05年） |                  | 5,117            |            |
| 1994年（平成06年） |                  | 5,003            |            |
| 1995年（平成07年） |                  | 4,957            | [ 統計 1 ] |
| 1996年（平成08年） |                  | 4,849            |            |
| 1997年（平成09年） |                  | 4,814            |            |
| 1998年（平成10年） |                  | 4,822            | [ * 1 ]    |
| 1999年（平成11年） | 9,829            | 4,853            | [ * 2 ]    |
| 2000年（平成12年） | 10,213           | 4,988            | [ * 2 ]    |
| 2001年（平成13年） | 10,351           | 5,099            | [ * 3 ]    |
| 2002年（平成14年） | 10,475           | 5,170            | [ * 4 ]    |
| 2003年（平成15年） | 10,646           | 5,240            | [ * 5 ]    |
| 2004年（平成16年） | 10,536           | 5,198            | [ * 6 ]    |
| 2005年（平成17年） | 10,785           | 5,298            | [ * 7 ]    |
| 2006年（平成18年） | 10,748           | 5,385            | [ * 8 ]    |
| 2007年（平成19年） | 10,647           | 5,444            | [ * 9 ]    |
| 2008年（平成20年） | 11,001           | 5,599            | [ * 10 ]   |
| 2009年（平成21年） | 10,991           | 5,579            | [ * 11 ]   |
| 2010年（平成22年） | 10,911           | 5,528            | [ * 12 ]   |
| 2011年（平成23年） | 10,820           | 5,477            | [ * 13 ]   |
| 2012年（平成24年） | 10,787           | 5,450            | [ * 14 ]   |
| 2013年（平成25年） | 11,039           | 5,571            | [ * 15 ]   |
| 2014年（平成26年） | 10,827           | 5,453            | [ * 16 ]   |
| 2015年（平成27年） | 10,741           | 5,412            | [ * 17 ]   |
| 2016年（平成28年） | 11,041           | 5,558            | [ * 18 ]   |
| 2017年（平成29年） | 11,225           | 5,644            | [ * 19 ]   |
| 2018年（平成30年） | 11,482           | 5,764            | [ * 20 ]   |
| 2019年（令和元年） | 11,361           | 5,704            | [ * 21 ]   |
| 2020年（令和02年） | 8,976            | 4,516            |            |
| 2021年（令和03年） | 9,762            | 4,903            |            |
| 2022年（令和04年） | 10,384           | 5,215            |            |

備考
1. ↑  1985年3月14日開業で18日間のデータ

## 駅周辺
駅周辺は閑静な住宅街の中のため、商業施設はあまり無い。また、日限地蔵尊（八木山福徳院）へは徒歩10分程の距離である。地蔵尊へは上永谷駅前からのバスもある。
- 日限山（ひぎりやま）公園
- 神奈川県立永谷高等学校
- さが美本社

### バス路線
徒歩5分程の舞岡上郷線上にあるスポーツ公園が最寄バス停。
なお、「下永谷」という名称のバス停は駅の北、徒歩で20分程の距離にあり、最寄ではない。
- 江ノ電バス
  - T6 - 京急ニュータウン行 ／ 戸塚駅行
- 神奈川中央交通
  - 舞01 - 上大岡駅行（上永谷駅経由） ／ 舞岡行

## 隣の駅
横浜市営地下鉄
 ブルーライン（1号線）
■快速
通過
■普通
舞岡駅 (B07) - 下永谷駅 (B08) - 上永谷駅 (B09)